# Scherma alla XII Universiade
Il torneo di scherma della XII Universiade si è svolto a Edmonton in Canada nel 1983.

## Podi

### Uomini
| Evento                          | Oro                                                                          | Argento                                                                                       | Bronzo                 |
| Fioretto individuale (dettagli) | Didier Lemenage                                                              | Mauro Numa                                                                                    | Andrea Borella         |
| Sciabola individuale (dettagli) | Marco Marin                                                                  | Giovanni Scalzo                                                                               | Gianfranco Dalla Barba |
| Spada individuale (dettagli)    | Stefano Bellone                                                              | Miklós Bodoczi                                                                                | Vladimir Sokolov       |
| Fioretto a squadre (dettagli)   | Italia Andrea Borella Federico Cervi Andrea Cipressa Mauro Numa Angelo Scuri | Unione Sovietica                                                                              | Cuba                   |
| Sciabola a squadre (dettagli)   | Unione Sovietica                                                             | Italia Massimo Cavaliere Gianfranco Dalla Barba Marco Marin Ferdinando Meglio Giovanni Scalzo | Ungheria               |
| Spada a squadre (dettagli)      | Italia Stefano Bellone Sandro Cuomo Falcone Roberto Manzi Stefano Pantano    | Polonia                                                                                       | Unione Sovietica       |

### Donne
| Evento                          | Oro                     | Argento      | Bronzo            |
| Fioretto individuale (dettagli) | Elisabeta Guzganu-Tufan | Rozalia Oros | Madeleine Philion |
| Fioretto a squadre (dettagli)   | Cina                    | Romania      | Francia           |